# Estnische Fußballnationalmannschaft (U-19-Junioren)
Die estnische Fußballnationalmannschaft der U-19-Junioren ist die Auswahl estnischer Fußballspieler der Altersklasse U-19. Sie repräsentiert die Eesti Jalgpalli Liit auf internationaler Ebene, beispielsweise in Freundschaftsspielen gegen die Auswahlmannschaften anderer nationaler Verbände – insbesondere der baltischen Nachbarn, aber auch bei der seit 2002 in dieser Altersklasse ausgetragenen Europameisterschaft. Die estnische Mannschaft konnte sich noch nie sportlich für die Endrunde qualifizieren, nahm aber einmal als Gastgeber teil. Die Mannschaft schied zumeist als Gruppenvierter in der ersten Runde aus, verpasste als Dritter fünfmal die Eliterunde, die zweimal erreicht wurde, in der aber bisher nur ein Remis gelang.

## Teilnahme an U-19-Europameisterschaften

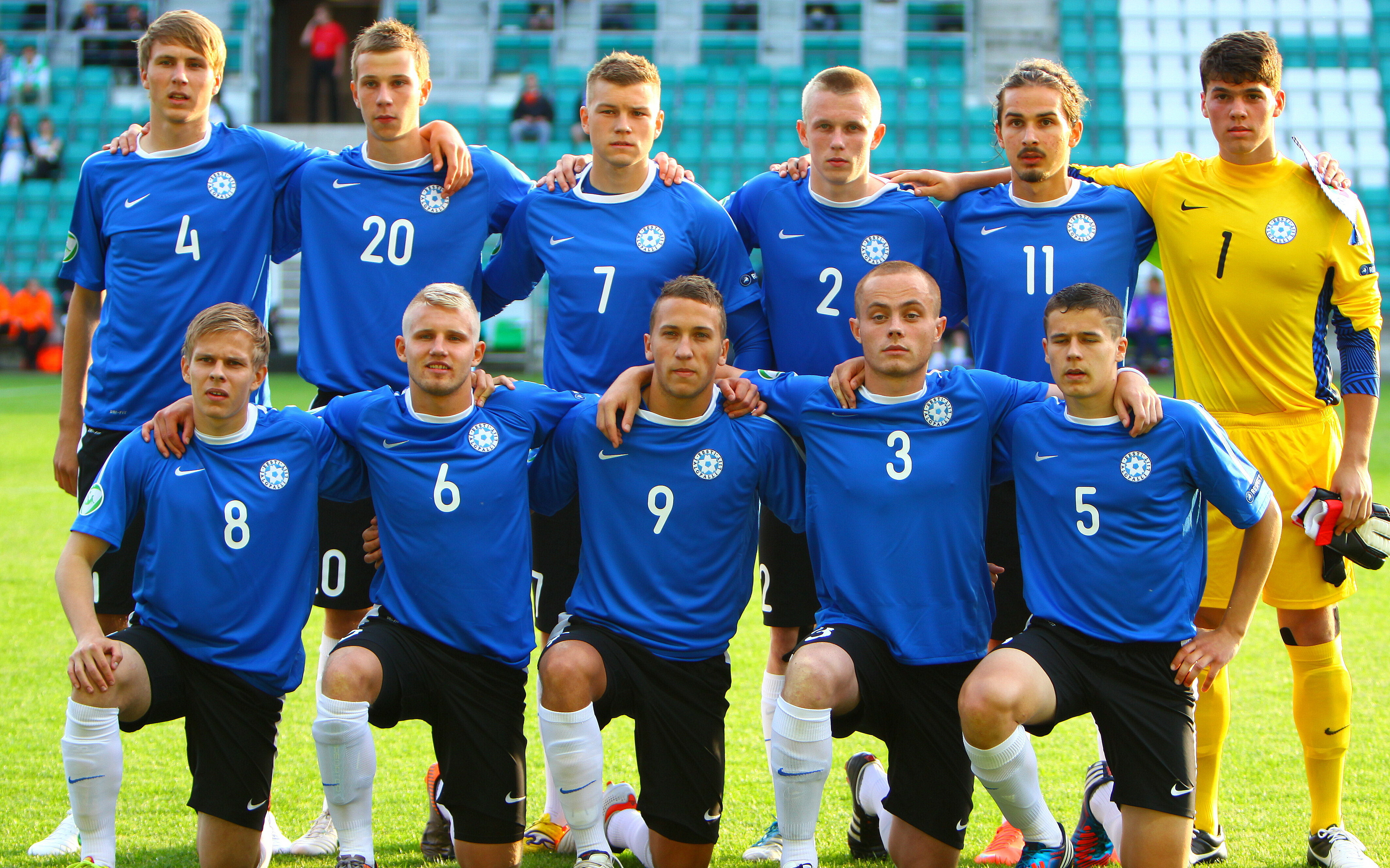
Die estnische Mannschaft im Juli 2012 vor dem EM-Gruppenspiel gegen Portugal

- 2002: nicht qualifiziert
- 2003: nicht qualifiziert
- 2004: nicht qualifiziert
- 2005: nicht qualifiziert
- 2006: nicht qualifiziert
- 2007: nicht qualifiziert (als schlechtester Dritter die Eliterunde verpasst)
- 2008: nicht qualifiziert
- 2009: nicht qualifiziert (in der Eliterunde gescheitert)
- 2010: nicht qualifiziert
- 2011: nicht qualifiziert (in der Eliterunde gescheitert)
- 2012: Gruppenphase
- 2013: nicht qualifiziert (als viertschlechtester Dritter die Eliterunde verpasst)
- 2014: nicht qualifiziert (als zweitschlechtester Dritter die Eliterunde verpasst)
- 2015: nicht qualifiziert (als drittbester Dritter die Eliterunde verpasst)
- 2016: nicht qualifiziert (als drittschlechtester Dritter die Eliterunde verpasst)
- 2017: nicht qualifiziert
- 2018: nicht qualifiziert
- 2019: nicht qualifiziert
- 2020: nicht qualifiziert (Turnier nach der 1. Runde abgesagt)
- 2022: nicht qualifiziert

| Bilanz     | Bilanz | Bilanz | Bilanz | Bilanz      | Bilanz | Bilanz    | Bilanz       |
| Runde      | Spiele | Siege  | Remis  | Niederlagen | Tore   | Gegentore | Tordifferenz |
| ---------- | ------ | ------ | ------ | ----------- | ------ | --------- | ------------ |
| 1. Runde   | 56     | 08     | 04     | 44          | 42     | 175       | −133         |
| Eliterunde | 06     | 0      | 01     | 05          | 01     | 017       | 0−16         |
| Endrunde   | 03     | 0      | 0      | 03          | 01     | 009       | 00−8         |
| Gesamt     | 63     | 08     | 05     | 52          | 44     | 201       | −157         |